# Lobocleta cymiphora
Lobocleta cymiphora là một loài bướm đêm trong họ Geometridae.